# I vinti (Marquez)
I vinti è un album musicale del cantautore italiano Marquez, pubblicato il 13 Novembre 2020.

## Tracce
1. Albatros – 3:51
2. Quasar – 5:00
3. La terra trema – 4:06
4. Un albero – 3:38
5. I demoni/Interludio d'ottobre – 4:01
6. Flagey – 4:04
7. Il disgelo – 3:58
8. Non esistiamo affatto – 4:09
9. I lupi alle porte della città – 4:58
10. I vinti – 3:04

## Formazione
- Marquez – voce, synth, pianoforte, tastiere
- Michele Bertoni – synth, sound design
- Fabio Ricci – basso
- Marcello Nori – batteria
- Sara Castiglia – pianoforte